# Estação Álvaro Weyne
A Estação Álvaro Weyne é uma estação de Veiculo Leve sobre Trilhos (VLT) localizada na Avenida Tenente Lisboa, 3566, no bairro Álvaro Weyne, na cidade de Fortaleza, Brasil. Faz parte da Linha Oeste do Metrô de Fortaleza, administrado pela Companhia Cearense de Transportes Metropolitanos (Metrofor).

## Histórico
A estação de Floresta foi inaugurada em 1926 na então Estrada de Ferro Fortaleza-Itapipoca, ou ramal de Itapipoca da Rede Viação Cearense (RVC). Teve o nome alterado mais tarde para Álvaro Weyne.
Em 2010 a estação passou por uma reforma juntamente com as demais estações da Linha Oeste.

## Características
Seguindo o modelo das demais estações da Linha Oeste a atual estação Álvaro Weyne possui uma estrutura simples, composta por uma única plataforma central em alvenaria, coberta por um telhado de amianto sustentado por vigas de ferro localizadas ao centro da plataforma. Ao longo da estação estão distribuídos bancos de concreto e lixeiras. Seu acesso é realizado por meio de uma rampa que da acesso a um bloco onde se localiza um pequeno bicicletário, catracas torniquetes para a saída e a bilheteria, onde o usuário após pagar o valor necessário tem acesso a plataforma.